# 特蘭齊申冰川
70°26′S 68°49′W / 70.433°S 68.817°W
特蘭齊申冰川（英語：Transition Glacier）是南極洲的冰川，位於亞歷山大一世島東岸，長15公里、寬3.7公里，最終注入喬治六世冰架，在1935年11月23日由美國探險家拍攝空中照片。